# Алефельд, Шарлотта Елисавета София Вильгельмина фон
Шарлотта Елисавета София Вильгельмина фон Алефельд (нем. Charlotte Elisabeth Luise Wilhelmine von Ahlefeld; 1781—1849) — немецкая писательница, представительница рода Алефельд.

## Биография
Шарлотта Елисавета София Вильгельмина фон Алефельд родилась в Штедтене близ Веймара 6 декабря 1781 года, в семье ганноверского полковника фон Зеебака.
Свой первый роман «Liebe und Trennung» издала в шестнадцатилетнем возрасте.
В 1798 году вышла замуж за помещика И. Р. фон Алефельда, но скоро, именно в 1807 году, должна была с ним развестись, после чего она зарабатывала пером и жила сначала в Шлезвиге, а потом, с 1821 года, в Веймаре.
Между её многочисленными романами, которые она издавала под именем Елизы Зельбиг, в особенности заслуживают быть упомянутыми следующие: «Liebe und Entsagung» (Вер., 1805, 2 тома); «Stiefsöhne» (Альтона, 1810); «Klosterberuf» (Киль, 1812); «Franziska und Aenneli» (Альтона, 1813); «Myrthe und Schwert» (Мейс., 1819); «Evna» (Альтона, 1820); «Felicita» (Берл., 1825); «Das Römhildslift» (Вейм., 1828, 2 тома); «Gesammelte Erzählungen» (Шлезв., 1822, 2 тома); последний её рассказ был «Der Stab der Pflicht» (Beйм., 1832 г.).
Кроме того, вместе со своей подругой Вильгельминой Гензике, (урождённая Герц), издавала сборники: «Schmetterlinge» (Мейс., 1819—1821) и «Der Kranz» (Мейс., 1817—1818).
Шарлотта Елисавета София Вильгельмина фон Алефельд умерла 27 июля 1849 года в Теплице, где сыновья поставили ей надгробный камень.